# Злочини в Неммерсдорфі

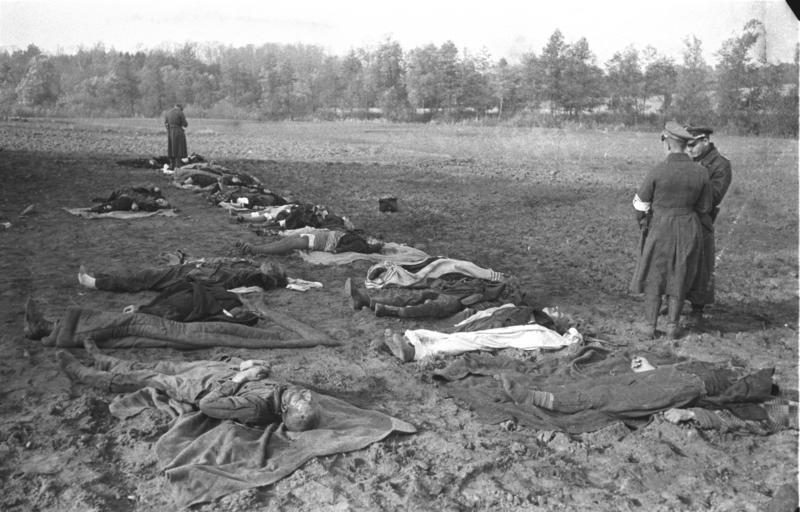
Тіла німецьких жителів, Неммерсдорф.

Злочини в Неммерсдорфі (нім. Massaker von Nemmersdorf) — масові вбивства мирних жителів у Неммерсдорфі (нині Маяковське, Калінінградська область), скоєні солдатами Червоної армії 21 жовтня 1944 року. З ініціативи Геббельса цю подію широко висвітлювали німецькі ЗМІ, завдяки чому вона стала символічною.
Неммерсдорф став одним із перших населених пунктів Східної Пруссії, захоплених радянськими військами. У селищі проживало близько 600 людей. Неммерсдорф лежав на лівому березі річки Ангерапп. Це був укріплений пункт з обладнаними дотами, окопами, колючим дротом і протитанковим ровом. До селища вів міст завдовжки 45 метрів.
Напередодні наступу червоноармійців було розпочато евакуацію мешканців села, проте частина жителів евакуюватися не встигли. Вранці 21 жовтня 1944 року радянські війська захопили міст, і селище зайняла 25-а гвардійська танкова бригада. Наступного дня село відвоювали німецькі солдати, які й знайшли у селі трупи місцевих жителів.
Оцінка злочину в Неммерсдорфі є суперечливою. За даними німецького журналіста Бернхарда Фіша, що брав участь у боях за Неммерсдорф, пропаганда Третього рейху зумисно перебільшила кількість жертв і характер злочинів, щоб підвищити бойовий дух змученого війною німецького суспільства.